# O Rato do Campo e o Rato da Cidade

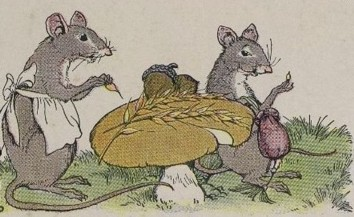
Os ratos no campo.

O Rato do Campo e o Rato da Cidade é uma fábula atribuída a Esopo. No decorrer do tempo, a história foi recontada com algumas alterações, mas o sentido permaneceu.

## A fábula
Certa vez, um rato muito elegante que morava na cidade resolveu visitar um velho amigo que vivia no campo. "Ah!Eu vou para o campo - Falou o rato da cidade - "Eu preciso passear um pouco. Vou matar as saudades de meu grande amigo e aproveitar para ver a natureza e respirar o ar puro do campo." E lá foi ele, contente e entusiasmado com o passeio. O rato do campo parecia muito bem - disposto e esbanjava saúde. Isso reforçou a ideia de seu amigo e que a vida perto da natureza era mais saudável. O rato da cidade foi bem recebido pelo amigo.-Olá amigo,tudo bem?Disse o ratinho da cidade.-Eu estou bem!!!Mas estranhou demais o ambiente onde vivia seu companheiro.Ele não estava acostumado com a vida simples e sentiu falta dos requintes da cidade.Então o ratinho decidiu voltar pra cidade que era o lugar dele  

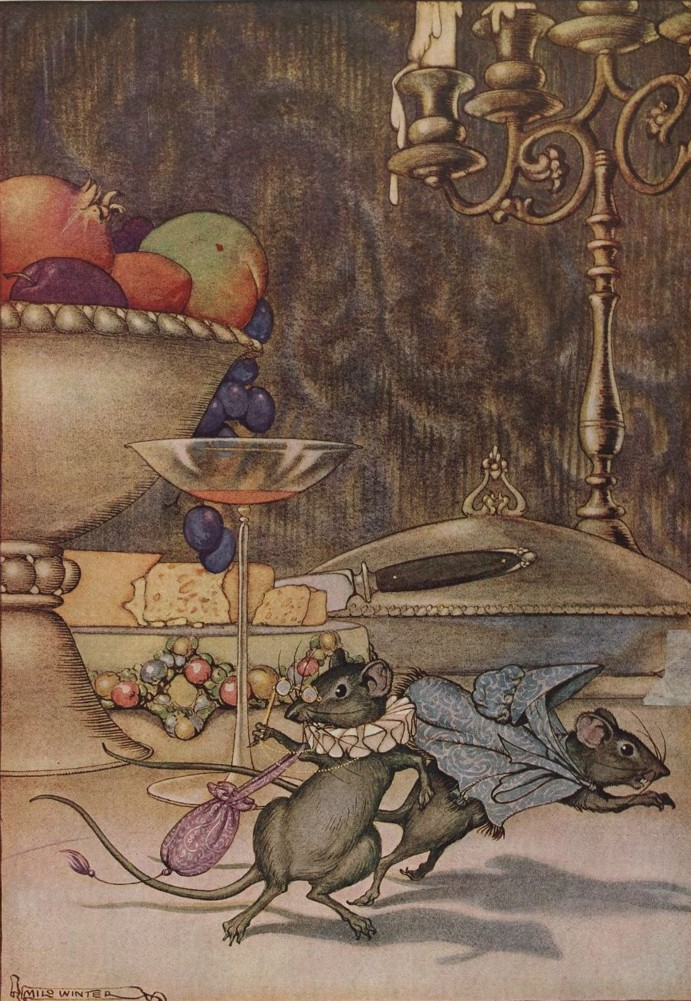
Os ratos na cidade.

## Moral
Mais vale uma vida simples do que uma vida com perigos a correr.